# Sphyraena tome
Sphyraena tome är en fiskart som beskrevs av Fowler, 1903. Sphyraena tome ingår i släktet Sphyraena och familjen Sphyraenidae. Inga underarter finns listade i Catalogue of Life.